# Giro del Lazio 1958
Il Giro del Lazio 1958, ventiquattresima edizione della corsa, si svolse il 21 settembre 1958, su due prove: una prima in linea (vinta da Nino Defilippis), una seconda come cronosquadre (vinta dalla Carpano). La vittoria finale fu appannaggio dell'italiano Nino Defilippis, il quale precedette i connazionali Sante Ranucci e Diego Ronchini.

## Ordine d'arrivo (Top 10)
| Pos. | Corridore             | Squadra | Tempo |
| ---- | --------------------- | ------- | ----- |
| 1    | Nino Defilippis       | Carpano |       |
| 2    | Sante Ranucci         | Torpado |       |
| 3    | Diego Ronchini        | Bianchi |       |
| 4    | Noè Conti             | Bianchi |       |
| 5    | Waldemaro Bartolozzi  | Legnano |       |
| 6    | Désiré Keteleer       | Carpano |       |
| 7    | Fred De Bruyne        | Carpano |       |
| 8    | Jan Adriaensens       | Carpano |       |
| 9    | Mario Tosato          | Torpado |       |
| 10   | Tranquillo Scudellaro | Torpado |       |